# Ludovica Hainisch-Marchet
Ludovica Hainisch-Marchet (* 29. Juni 1901 in Wien; † 22. August 1993 in Überlingen) war eine österreichische Pädagogin und Frauenrechtlerin. Als erste Frau trat sie 1951 als Kandidatin bei der Wahl des österreichischen Bundespräsidenten an.

## Leben und Wirken
Ludovica Marchet wurde 1901 als Tochter von Emilie und Gustav Marchet geboren. Ihr Vater war Rektor der Hochschule für Bodenkultur und liberaler Politiker im Reichsrat. Von 1906 bis 1908 war Gustav Marchet k.k. Unterrichtsminister.
Sie arbeitete von 1923 bis 1929 im Sekretariat der juristischen Sektion des Völkerbundes in Genf.
Von 1929 bis 1933 absolvierte sie ein Lehramtsstudium für Deutsch und Französisch in Wien.
1933 heiratete sie den Kunsthistoriker und Landeskonservator Erwin Hainisch, einen Sohn des früheren Bundespräsidenten Michael Hainisch und Enkel von Marianne Hainisch, der Begründerin der Frauenbewegung in Österreich. In dieser Zeit unterrichtete sie an einer Linzer Mittelschule. Die Ehe wurde 1937 geschieden und kirchlich annulliert. Späterer Lebenspartner war ihr langjähriger Mitarbeiter Rudolf Kießlinger.
In den 1930er Jahren begann ihre lebenslange Freundschaft mit Mathilde Vaerting sowie mit Paul und Edith Geheeb, den Leitern einer gewaltfreien Schule zuerst in Deutschland (Odenwaldschule), dann in Goldern (Hasliberg) in der Schweiz.
Von 1934 bis 1936 war sie Herausgeberin der Monatsschrift Europa Echo, das Blatt für zwischenstaatliche Verständigung mit Inhalten zur Völkerverständigung, Frauenbewegung, Kunst und Literatur.
Im Herbst 1938 emigrierte Hainisch-Marchet nach Italien, 1939 vor Kriegsausbruch nach Schweden, wo sie als Übersetzerin und Pädagogin tätig war. 1949 kehrte sie nach Wien zurück. Sie arbeitete für den Weltföderalismus, propagierte neue Methoden der Bodenpflege in der Landwirtschaft, gewaltfreie Erziehung, Einbindung der Frauen in das politische Geschehen und neue Formen der Geldwirtschaft.
Bei der Bundespräsidentenwahl in Österreich 1951 trat Hainisch-Marchet als erste Frau überhaupt und parteilose Kandidatin an. Sie war weltweit die erste Frau, die sich um das höchste Amt im Staat bewarb, über das in einer Volkswahl entschieden wird. Ihre Kandidatur war jedoch erfolglos, sie erzielte nur 2132 Stimmen (knapp 0,05 %).
Es folgten Vortragsreisen zu den Themen Bodenpflege nach Raoul Heinrich Francé, Erziehung nach dem Muster von Paulus Geheebs „École d'Humanité“ in der Schweiz und über die Machtpsychologie von Mathilde Vaerting. Ihre Ideen und Vorstellungen zu diesen Themen, vor allem zu ihrem Hauptanliegen einer gewaltfreien Erziehung, publizierte Hainisch-Marchet 1952 in ihrem Buch Ehrfurcht vor dem Leben als Staatsgrundgesetz. 1956 übersiedelte sie nach Deutschland. Sie arbeitete weiter an Übersetzungen, gab Sprachunterricht in neun Sprachen, hielt Vorträge und schrieb Zeitungsartikel.
Ludovica Hainisch-Marchet starb am 22. August 1993 im Alter von 92 Jahren in Überlingen am Bodensee.

## Veröffentlichungen
- Ehrfurcht vor dem Leben als Staatsgrundgesetz. Forum Humanum, Wien 1952.